# Association Watever
Watever est une association française composée de professionnels de la mer, du transport et du développement qui a été créée en 2010 par Marc Van Peteghem, Yves Marre, Alain Connan et Gérald Similowski, convaincus que le bateau peut être vecteur de développement.
L’association soutient les populations vivant sur les rives des océans et des grands fleuves. Elle a pour vocation de leur donner accès à des Solutions Flottantes adaptées à leurs situations économiques, sociales, culturelles et climatiques.

## Histoire
L’association est née de la rencontre en 2004 entre ses deux membres fondateurs : Marc Van Peteghem (président) et Yves Marre (vice-président). Ensemble, ils développent le concept d’ambulance flottante, pour agir en soutien des hôpitaux flottants de l'ONG Friendship (en), et de bateaux insubmersibles pour les pêcheurs du Bangladesh.
En 2010, ils créent l’association Watever avec Alain Connan et Gérald Similowski (cofondateur d'Aviation sans frontières) pour accompagner l’évolution de la construction navale au Bangladesh, en travaillant sur l’innovation et le transfert de technologies adaptées. 
Le Bangladesh est considéré comme le pays pilote dans lequel Watever pourra étudier et finaliser diverses solutions réplicables dans les pays souffrant de problématiques similaires.

## Réalisations
- 2005 : Conception et production de deux ambulances catamaran[4],[8],[9] au Bangladesh
- 2007 : Conception et production du prototype du premier bateau de pêche insubmersible du Bangladesh
- 2010 : Création de l’association Watever
- 2010 : Lancement du premier bateau de pêche insubmersible du Bangladesh
- 2010 : Corentin de Chatelperron, en service civique pour Watever au sein du chantier naval TaraTari, relie le Bangladesh à la France sur un voilier incorporant 40 % de fibre de jute. Naissance du projet « Gold of Bengal » qui sera soutenu par Watever pendant 3 ans[10],[11].
- 2011 : Rénovation et augmentation de la surface médicalisée de la péniche française « Lifebuoy Friendship Hospital », premier hôpital flottant de l'ONG Friendship (en)[12]
- 2011 : Début du partenariat avec le skipper Gwénolé Gahinet[13]
- 2011 : Lancement du chantier naval d’insertion Voil’Avenir en France[14]
- 2012 : Livraison de 7 bateaux navettes pour le ramassage scolaire d’enfants pour le compte de l’UNICEF[15]
- 2012 : Livraison de 60 bateaux insubmersibles produits par le chantier naval TaraTari à l'Organisation des Nations Unies pour l'alimentation et l'agriculture (FAO) pour les pêcheurs du Golfe du Bengale[16],[5],[9]

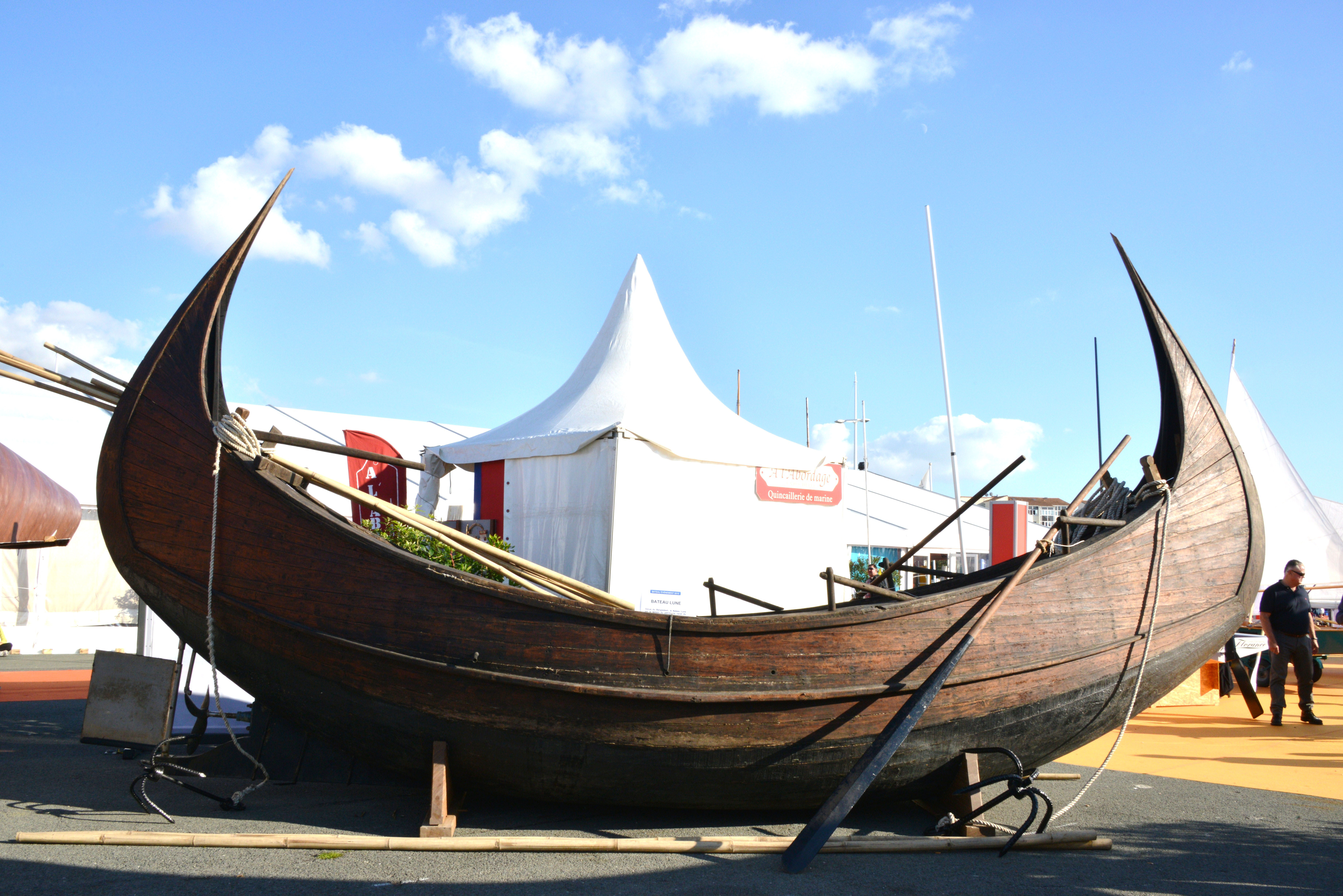
Le bateau-lune de l'ONG Watever exposé au Salon Nautique International à Flot de La Rochelle 2015

- 2013 : Excavation du « Golden Boat » de Kuakata (en) (sud-ouest du Bangladesh), épave enfouie depuis plus de cent ans[15],[17]
- 2013 : Première formation du pays de 15 techniciens à l’entretien et la réparation des bateaux de pêche en fibre de verre[18]
- 2013 : Mise à l’eau du prototype « Gold of Bengal », fait à 100 % en fibre de jute et résine polyester[19],[11]
- 2013 : Construction et préservation du Bateau Lune de Cox’s Bazar
- 2014 : Début de la construction de 10 bateaux pour le ramassage scolaire des enfants
- 2019 : Organisation de la vente aux enchères Un Trésor à la Carte, de cartes marines confiées à des artistes, au profit de SOS Méditerranée et de la SNSM[19],[20].
- 2024 : La deuxième édition d'Un Trésor à la Carte permet la distribution de 129 000 € aux associations de sauvetage en mer SOS Méditerranée, Navire Avenir et la SNSM[21],[22].

## Projets en développement
- Centre de Formation à la construction navale composite[20]
- Projet de recherche sur un composite bambou[21]
- Création de la « M.S.R.S » : la « Maritime Security  & Rescue Society », société de secours en mer du Bangladesh